# Wapen van Kruiningen

Het wapen van Kruiningen

Het wapen van Kruiningen werd in 1817 door de Hoge Raad van Adel in gebruik bevestigd bij de Zeeuwse gemeente Kruiningen. Het was daarvoor in gebruik bij de heren van Kruiningen. In 1970 is de gemeente op gegaan in de gemeente Reimerswaal. De gemeente heeft op 17 december 2002 besloten om het oude gemeentewapen van Kruiningen als dorpswapen in gebruik te nemen.

## Blazoenering
Bij de Hoge Raad van Adel is alleen een tekening in het archief opgenomen, er is daarmee geen officiële blazoenering bekend. Een eventuele wapenbeschrijving zou als volgt kunnen luiden:
In goud drie palen van sabel
Het wapen is van goud met daarop drie zwarte palen, sabel is de heraldische benaming van zwart.

## Verwant wapen

Wapen van Ariaan van Kruiningen (Wapenboek Beyeren)